# Lijst van burgemeesters van Deurne (Antwerpen)
Dit is een lijst van burgemeesters en districtvoorzitters van Deurne (Antwerpen).

## Maires van Deurne-Borgerhout
- 1795-1800: Jan Cornelis van Gingelen
- 1800-1802 : Andries van Ishoven
  - 1802-1803 : Adriaan Frans Verbiest, waarnemend
- 1803-1807 : Jan Godfried Cantaert
- 1808-1816 : Pierre de Broëta

## Burgemeesters van Deurne-Borgerhout
- 1816-1818: Pieter Mattheus de Ridder
- 1818-1825: Pieter Gysels
- 1825-1830: Pieter Palinck, katholiek unionist
- 1830-1831: Jan Huybrechts - Van Gingelen
- 1831-1832: Jacob Wagemans
- 1832-1836: Frans van Montfort

(In 1836 wordt de gemeente Deurne-Borgerhout opgedeeld in twee aparte gemeenten Deurne en Borgerhout. Bekijk ook de lijst van burgemeesters van Borgerhout)

## Burgemeesters
- 1836-1839: Pieter Palinck, katholiek unionist
- 1840-1885: Georges Cogels, katholiek unionist, meeting, katholiek Kath. Partij
- 1885-1908: Florent Pauwels, meeting, katholiek Kath. Partij
- 1908-1919: Antoon Van den Bossche, katholiek Kath. Partij
- 1919-1933: August Van de Wiele, daensist, later  liberaal
- 1933-1937: Lode Craeybeckx, BWP
- 1937-1941: Alfons Schneider, BWP/BSP
- 1942-1944: Deurne maakt deel uit van Groot-Antwerpen
- 1944-1954: Florent De Boey, BSP (tot 1945 waarnemend)
- 1954-1982: Maurice Dequeecker, BSP/SP

## Districtsvoorzitters en/of districtsburgemeesters (na 2000)
Op 1 januari 1983 werd Deurne bij de stad Antwerpen gevoegd en werd een districtsraad opgericht. Vanaf 2000 werd de districtsraad officieel en rechtstreeks verkozen, en werd zoals in de andere Antwerpse districten een districtscollege en districtsvoorzitter (ook wel districtsburgemeester genoemd) aangesteld.
- 2001-2006: René De Preter, SP/sp.a
- 2007-2012: Frank Geudens, sp.a
- 2013-2016: Peter Wouters, N-VA
- 2016-heden: Tjerk Sekeris, N-VA